# 優雅夏威夷樹蝸
優雅夏威夷樹蝸（學名Achatinella decora）是一種陸生蝸牛。它們是夏威夷的特有種，但經已滅絕。